# 王曾
王曾（977年—1038年），字孝先，福建路泉州晋江（今福建省晉江市）人，后徙居京東東路青州益都（今山东省青州市），北宋宰相。

## 生平
八岁早孤，由叔父王宗元養大。咸平五年（1002年）鄉試、会試、殿試皆第一，三元及第，授翰林學士、知審刑院等。仁宗時，任同中書門下平章事。景佑元年（1034年）为枢密使。拜右僕射兼門下侍郎、平章事、集賢殿大學士，封沂國公。因不容吕夷簡，罷相，以左仆射、资政殿大学士判郓州。宝元元年（1038年）卒於任上。赠侍中，谥文正。宋英宗嘉佑八年（1063年）王曾名列第一，与吕夷简、曹玮得以配享仁宗太庙。王曾無子，以弟王皞之子王繹为嗣子。

## 著作
著有《九域图》3卷、《契丹志》1卷、《笔录》1卷、《王文正公笔录》。

## 家庭

### 兄弟
- 弟王皞，字子融，後改名子融，更字熙仲。

### 養子
- 王繹，王皞子，後過繼王曾為嗣。

## 延伸阅读
[在维基数据编辑]
 《宋史·卷310》，出自脱脱《宋史》
 在维基共享资源阅览影像